# (100838) 1998 HB16
(100838) 1998 HB16 es un asteroide perteneciente al cinturón de asteroides, región del sistema solar que se encuentra entre las órbitas de Marte y Júpiter, descubierto el 22 de abril de 1998 por el equipo del Spacewatch desde el Observatorio Nacional de Kitt Peak, Arizona, Estados Unidos,

## Designación y nombre
Designado provisionalmente como 1998 HB16.

## Características orbitales
1998 HB16 está situado a una distancia media del Sol de 2,293 ua, pudiendo alejarse hasta 2,491 ua y acercarse hasta 2,095 ua, Su excentricidad es 0,086 y la inclinación orbital 6,913 grados, Emplea 1268,88 días en completar una órbita alrededor del Sol

## Características físicas
La magnitud absoluta de 1998 HB16 es 16,5, 